# 久志芙沙子
久志 芙沙子（くし ふさこ、1903年 - 1986年）は、沖縄県出身の小説家。本名はツル。「久志富佐子」と表記されることもある。

## 生涯
首里に生まれる。本名はツル。父は漢詩人の久志助保、祖父は漢詩人で琉球王国評定所筆者主取を務めた久志助法である。沖縄県立第一高等女学校卒業後に小学校教員となる。27歳の頃、小説家を志して上京し、結婚して子供ももうける。
1932年、小説『滅びゆく琉球女の手記』を雑誌『婦人公論』昭和7年6月号に投稿し、掲載される。ところが、その内容に対して東京の沖縄県学生会から、同小説が沖縄のことを悪く書いている、またアイヌや朝鮮人と同一視されては困るというクレームがつき、連載が中止される。芙沙子はこれに対して、沖縄を悪しざまに書いたつもりはなく、沖縄文化に無理解な人に媚びる必要はないこと、またアイヌや他の民族を差別する心の方が歪んでいる、と釈明したが、その後、芙沙子は文壇から去って行った。
2016年に刊行された芙沙子をモデルにした小説『ツタよ、ツタ』（大島真寿美）が話題となり、大島の担当編集者でもある芙沙子の孫が芙沙子の人生をたどる旅をドキュメンタリー化した番組がNHKで放映された。

## テレビ
目撃！にっぽん「筆を折った"幻の女性作家”～沈黙の人生をたどる旅～」（NHK、2020年8月2日）